# Greatest Hits (álbum de Tupac)
Greatest Hits es un legendario álbum doble de grandes éxitos del fallecido rapero 2Pac, lanzado el 24 de noviembre de 1998 por Death Row Records. El álbum contiene 21 populares éxitos, algunos ligeramente reeditados por motivos legales, acompañados de cuatro nuevos temas como son "God Bless the Dead", "Unconditional Love", "Troublesome '96" y "Changes", desde entonces una de las canciones más conocidas de 2Pac. 
El álbum llegó al tercer puesto en la lista Billboard 200. De acuerdo con Billboard Soundscan, se han vendido más de 10 millones de copias de este disco, convirtiéndose en Disco de Diamante por la RIAA y uno de los más vendidos del género y de la historia.

## Lista de canciones
Disco 1:
1. "Keep Ya Head Up" – 4:24
2. "2 of Amerikaz Most Wanted" (con Snoop Doggy Dogg) – 4:07
3. "Temptations" – 5:02
4. "God Bless the Dead" (con Stretch) – 4:22 - (inédita)
5. "Hail Mary" (con Outlawz, Prince Ital Joe) – 5:12
6. "Me Against the World" (con Dramacydal) – 4:39
7. "How Do U Want It?" (con K-Ci & JoJo) – 4:48
8. "So Many Tears" – 3:58
9. "Unconditional Love" – 3:59 - (inédita)
10. "Trapped" – 4:45  (Algunas letras de la versión original están censuradas)
11. "Life Goes On" – 5:02
12. "Hit 'Em Up" (con Outlawz) – 5:12

Disco 2:
1. "Troublesome '96" – 4:36 - (inédita)
2. "Brenda's Got a Baby" – 3:54
3. "I Ain't Mad at Cha" (con Danny Boy) – 4:56
4. "I Get Around" (con Digital Underground) – 4:54
5. "Changes" (con Talent) – 4:29 - (inédita)
6. "California Love (Original Version)" (con Dr. Dre, Roger Troutman) – 4:45
7. "Picture Me Rollin'" (con Danny Boy, CPO, Big Syke) – 5:15
8. "How Long Will They Mourn Me?" (con Thug Life & Nate Dogg) – 3:52
9. "Toss It Up" (con K-Ci & JoJo, Danny Boy, Aaron Hall) – 4:43 (Una nueva mezcla con algunas letras modificadas)
10. "Dear Mama" – 4:40
11. "All About U" (con Nate Dogg, Top Dogg, Outlawz) – 4:33 (Modificada de la versión original del álbum)
12. "To Live & Die in L.A." (con Val Young) – 4:33
13. "Heartz of Men" – 4:41

## Sencillos
| Single information                                         |
| ---------------------------------------------------------- |
| "Changes" - Lanzamiento: 28 de diciembre de 1998 - Lado-B: |
| "Unconditional Love" - Lanzamiento: 1999 - Lado-B:         |

## Posiciones en lista
| Chart                                | Peak positions |
| ------------------------------------ | -------------- |
| Listas musicales de Australia (ARIA) | 11             |
| Lista de álbumes de Austria          | 15             |
| Lista de álbumes de Canadá           | 23             |
| Lista de álbumes de Finlandia        | 10             |
| Lista de álbumes de Holanda          | 1              |
| Lista de álbumes de Noruega          | 10             |
| Lista de álbumes de Nueva Zelanda    | 19             |
| Lista de álbumes de Suecia           | 40             |
| Lista de álbumes de Suiza            | 13             |
| Lista de álbumes del Reino Unido     | 17             |
| Billboard 200                        | 3              |
| Top R&B/Rap Albums                   | 1              |